# 本法寺 (墨田区)
本法寺（ほんぽうじ）は、東京都墨田区横川一丁目にある日蓮宗の寺院。山号は妙栄山。旧本山は京都の大本山本圀寺。

## 歴史
慶長元年（1595年）寿明院日慶が神田に土地を拝領し創建された。その後慶安2年（1649年）に上野谷中への移転を経て、元禄2年（1689年）現在地へ移転した。

## 塔頭
- 法雲院、本妙院、玄授坊、十乗坊、真如坊、住詮坊（いずれも現在は廃絶）。

## 境内
- 本堂

## 墓所
- 狩野元信（画家）

その他にも狩野派関係者の墓がある。
- 二代伊藤宗印（将棋指し）
- 長谷川一夫（俳優）
- 三遊亭圓歌 (3代目)（落語家、日蓮宗僧侶）

## 歴代
- 寿明院日慶

## 交通アクセス
- 錦糸町駅北口より徒歩13分（経路案内）。

## 関連資料
- 『墨田区お寺めぐり地図』
- 『すみだの史跡文化財めぐり』
- 『東京名所図会』